# Muzeeaquarium Delfzijl
Het Muzeeaquarium Delfzijl is een museum in de stad Delfzijl in de Nederlandse provincie Groningen, dat zich richt op de zee en de scheepvaart, in het bijzonder van Noord-Groningen bij de Eems, de Dollard en de Waddenzee.

## Geschiedenis
Het museum is ontstaan uit twee andere musea. Het oudste hiervan was het Handelsmuseum van Nationale en Overzeesche producten, opgericht in 1929 en vooral gericht op de scheepvaart en de flora en fauna van Nederlands-Indië. In 1960 werden daarnaast een zeeaquarium en een schelpenmuseum geopend in een oude bunker aan de Zeebadweg in Delfzijl-Noord, die deel uitmaakte van de Atlantikwall bij de zeedijk langs de Eemsmonding. Een aantal jaren later werd in dit pand ook het handelsmuseum ondergebracht. De bunker bevatte aanvankelijk ook de militaire verzameling van Arend Willem Ritzema, die echter niet paste in de maritieme collectie van het Muzeeaquarium en daarom in 1976 werd afgestoten.

## Vernieuwing
In september 2016 werd het museum tijdelijk gesloten. Voor de verbreding en versterking van de zeedijk door het waterschap Noorderzijlvest moest het onderkomen van het Muzeeaquarium worden gesloopt. Het ernaast gelegen vroegere zwembad werd verbouwd tot een nieuw museumgebouw, waarvan ook de behouden gebleven bunker met het zeeaquarium deel uitmaakt. Op 1 juni 2018 werd het museum officieel heropend. Hierbij werd de bestaande schelpen- en stenencollectie versoberd en werd een nieuwe presentatie gemaakt van de overige objecten. Het Muzeeaquarium deelt zijn directeur met het Museum Stad Appingedam.

## Collecties

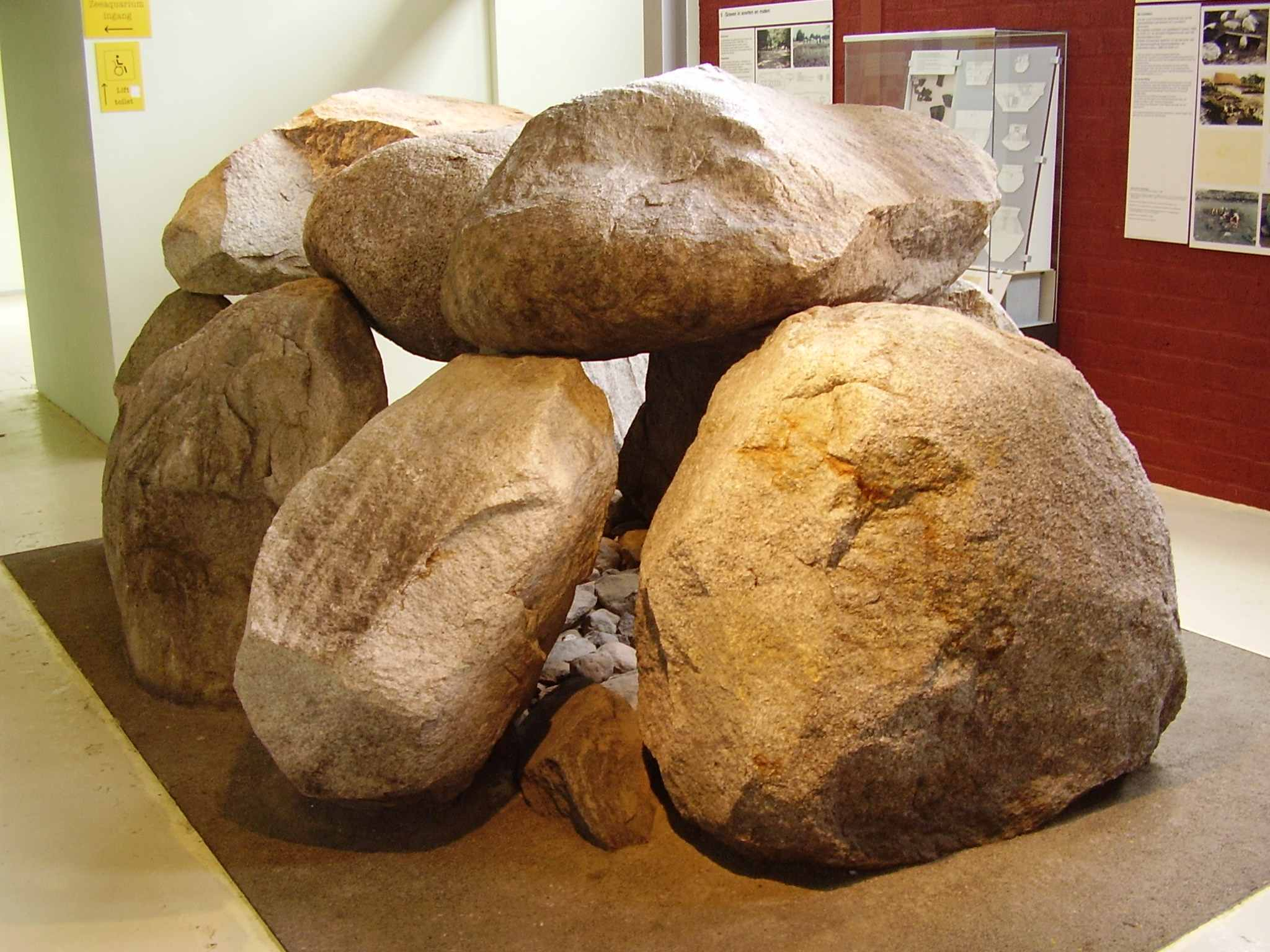
Hunebed G5 in het oude gebouw van het Muzeeaquarium

De collectie is verdeeld in een aantal gebieden:
- Archeologie. Hier worden bodemvondsten tentoongesteld uit de omgeving, waaronder het pronkstuk van het museum: het in 1982 in Heveskesklooster in de Delfzijlster Oosterhoek opgegraven hunebed G5 uit 3400 v.Chr. Dit is het noordelijkste hunebed dat in Nederland is aangetroffen. De bijbehorende steenkist uit het neolithicum is apart ondergebracht in het Hunebedcentrum in Borger.
- Geologie. Tot deze deelcollectie behoren een replica van een druipsteengrot, fossielen, kristallen, mineralen en gesteenten.
- Schelpen. Het Muzeeaquarium beschikt over een collectie van ongeveer 15.000 schelpen, waarvan de basis is gelegd door de verzamelaar en amateurmalacoloog A.K. Schuitema. Bijzonder door hun grootte zijn een doopvontschelp en een entemnotrochus rumphii.
- Scheepvaart. De deelcollectie bevat 2300 objecten die betrekking hebben op de scheepvaart rond de Eems en de Dollard, de haven van Delfzijl (waaronder de geschiedenis van de chilisalpeter) en die van Termunterzijl, de Zeevaartschool Abel Tasman. Een prominent museumstuk uit deze collectie is een oud duikpak van 85 kilo.
- Zeeaquarium. Dit is ondergebracht in een voormalige bunker uit de Tweede Wereldoorlog en bevat aquaria met uit de Noordzee en Waddenzee afkomstige vissen, weekdieren en kreeftachtigen.